# Steinächle
Steinächle ist ein zur Gemeinde Affalterbach gehörender kleiner Weiler und ehemals befestigter Adelssitz im baden-württembergischen Landkreis Ludwigsburg.

## Lage
Steinächle mit seinen elf Häusern liegt südöstlich von Affalterbach am Ufer des Buchenbachs, eines Zuflusses der Murr. Umliegende Ortschaften sind Burgstetten-Kirschenhardthof, der zu Affalterbach gehörende Birkachhof, Leutenbach-Heidenhof, Weiler zum Stein, der Gollenhof und Wolfsölden (im Uhrzeigersinn).

## Geschichte
Laut Württembergischem Urkundenbuch wurde Steinächle erstmals im Jahre 1245 als Mühle (molendinum) Steina erwähnt. In weiteren frühneuzeitlichen Urkunden taucht Steinächle als Steinachlin (1473), Steinächlin (1584) und Steinaichlin (1686) auf. Im 19. Jahrhundert lautete der Ortsname noch Steinächlen. Der kleine, ehemals befestigte Ort war Teil der Burgherrschaft Wolfsölden und kam mit dieser von der Grafschaft Löwenstein in den Besitz des Hauses Württemberg.
Zum Ende des Dreißigjährigen Krieges befand sich Steinächle in einem desolaten und menschenleeren Zustand. 1649 schenkte Herzog Eberhard III. seiner Schwester, Prinzessin Antonia von Württemberg, den Hof mit allen Einkünften, Rechten und Gütern. Die ehelosen und tief religiösen Prinzessin, die wegen ihres hohen Bildungsniveaus und ihrer Mildtätigkeit als Württembergische Minerva gerühmt wurde, ließ den Weiler wieder aufbauen. Mit ihrem Tode im Jahre 1679 fiel Steinächle wieder an die herzogliche Hofdomänenkammer zurück. Zwischenzeitlich war Steinächle dann im Besitz der Herren von Kaltental zu Aldingen. 1722 verkaufte Georg Wolf von Kaltental das Hofgut wieder. Das Schlössle wurde später in ein Bauernhaus umgewandelt.
Zu Beginn des 18. Jahrhunderts wohnte der Theologe Christoph Matthäus Pfaff, Kanzler der Universität Tübingen, in Steinächle. Er verkaufte seinen Hof 1736 für 5500 Gulden an Herzog Karl Alexander von Württemberg.

## Bilder aus Steinächle

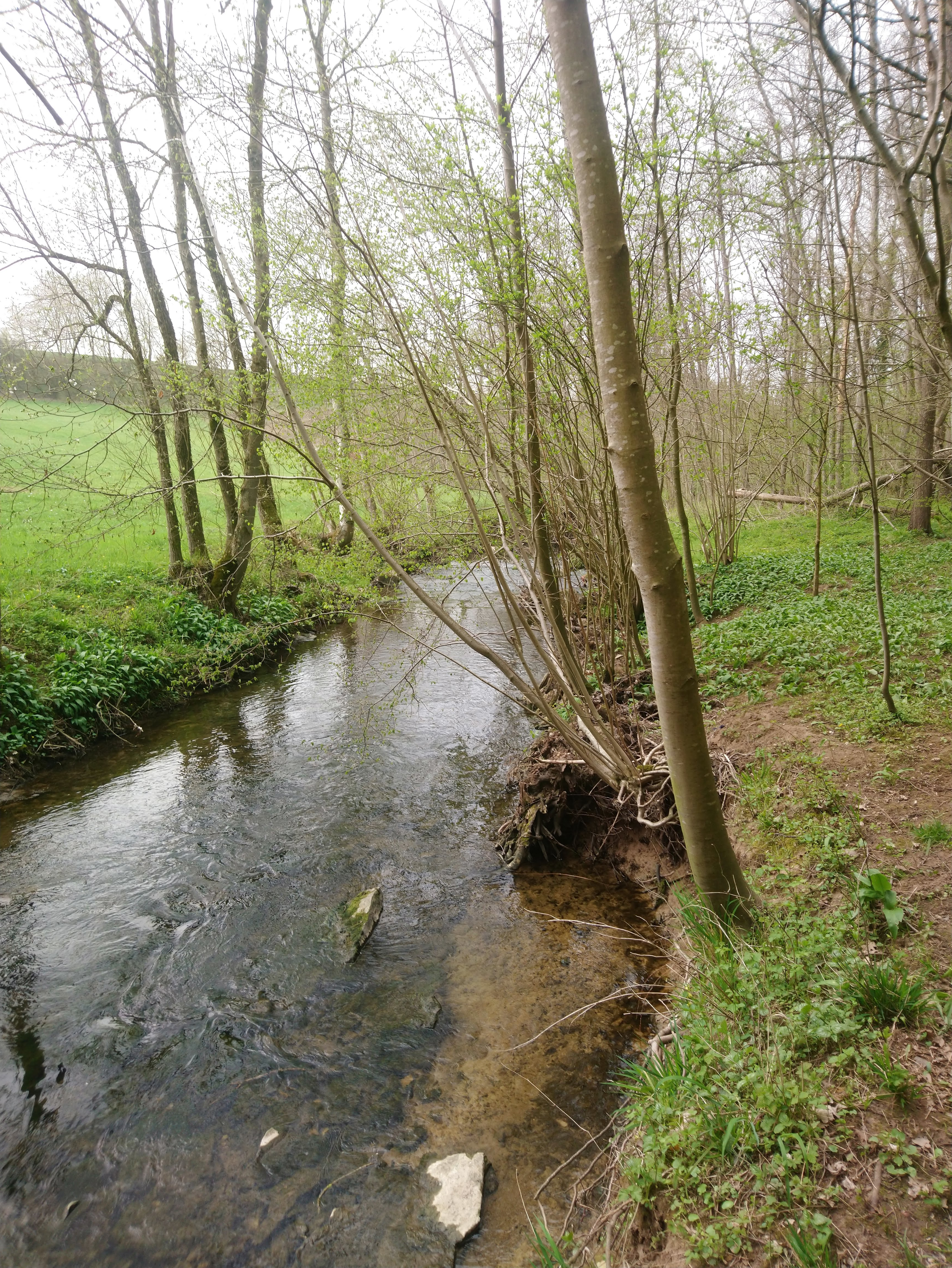
Der Buchenbach
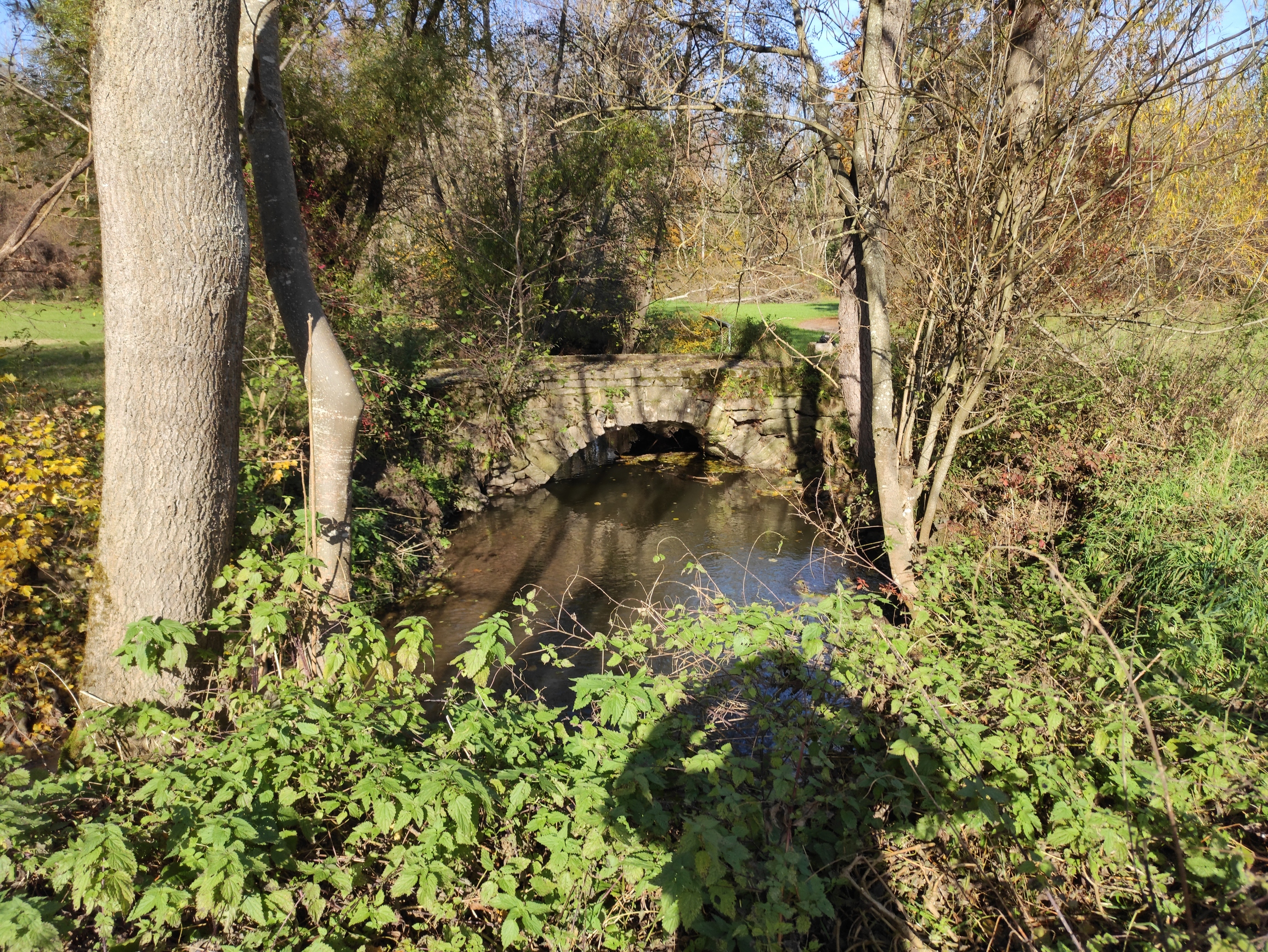
Alte steinerne Brücke
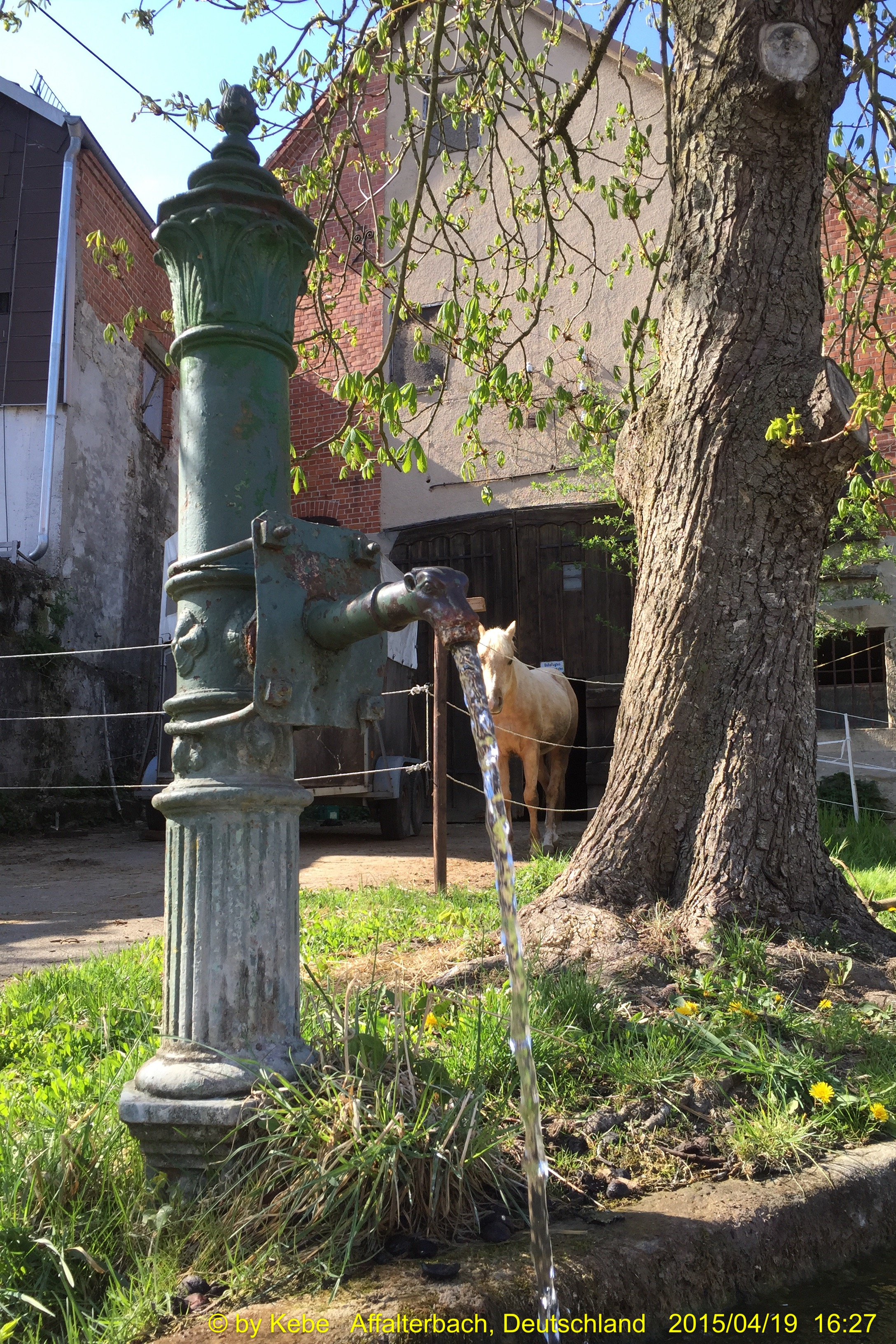
Brunnen
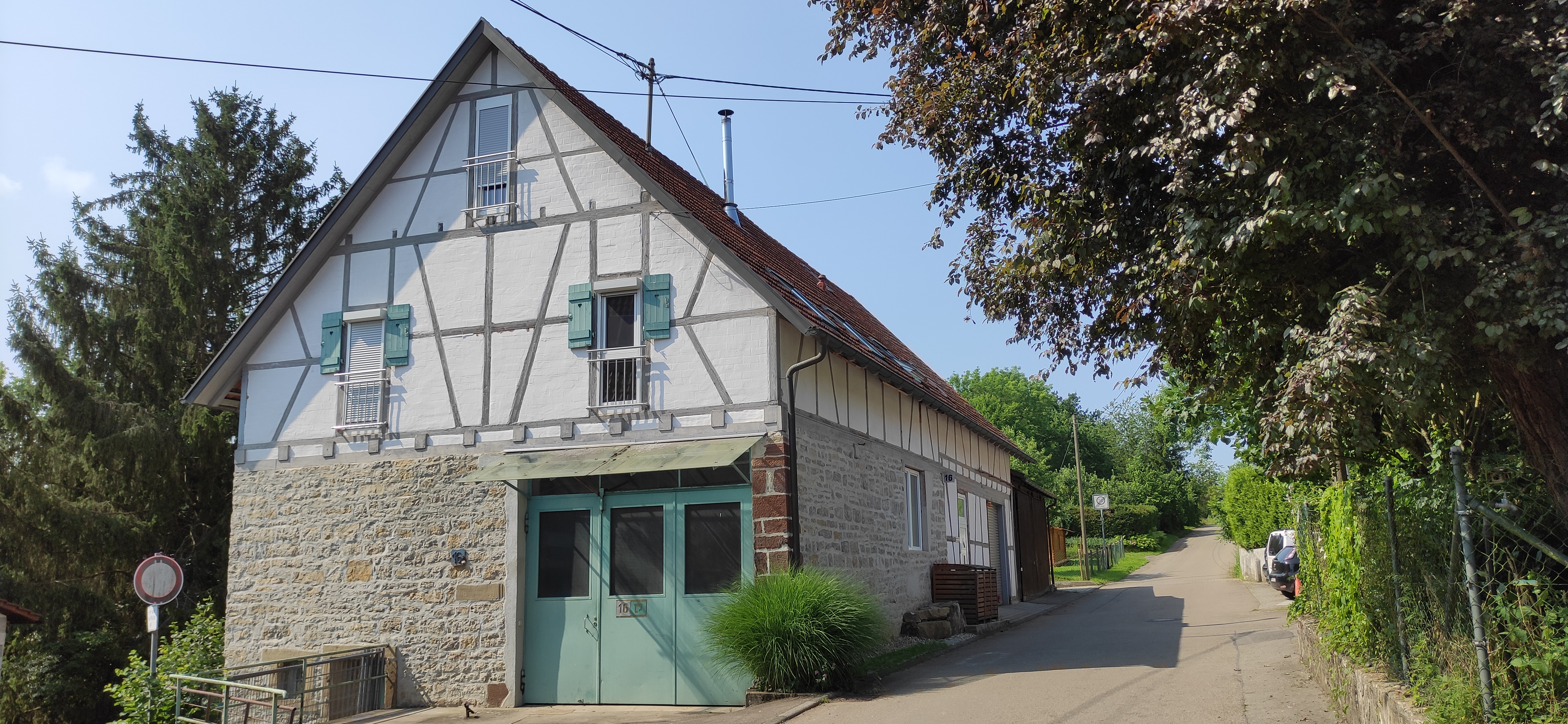
Bauernhaus